# Stará radnice (Český Brod)

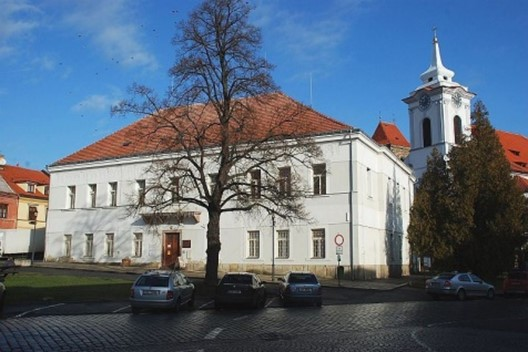
Budova bývalé radnice

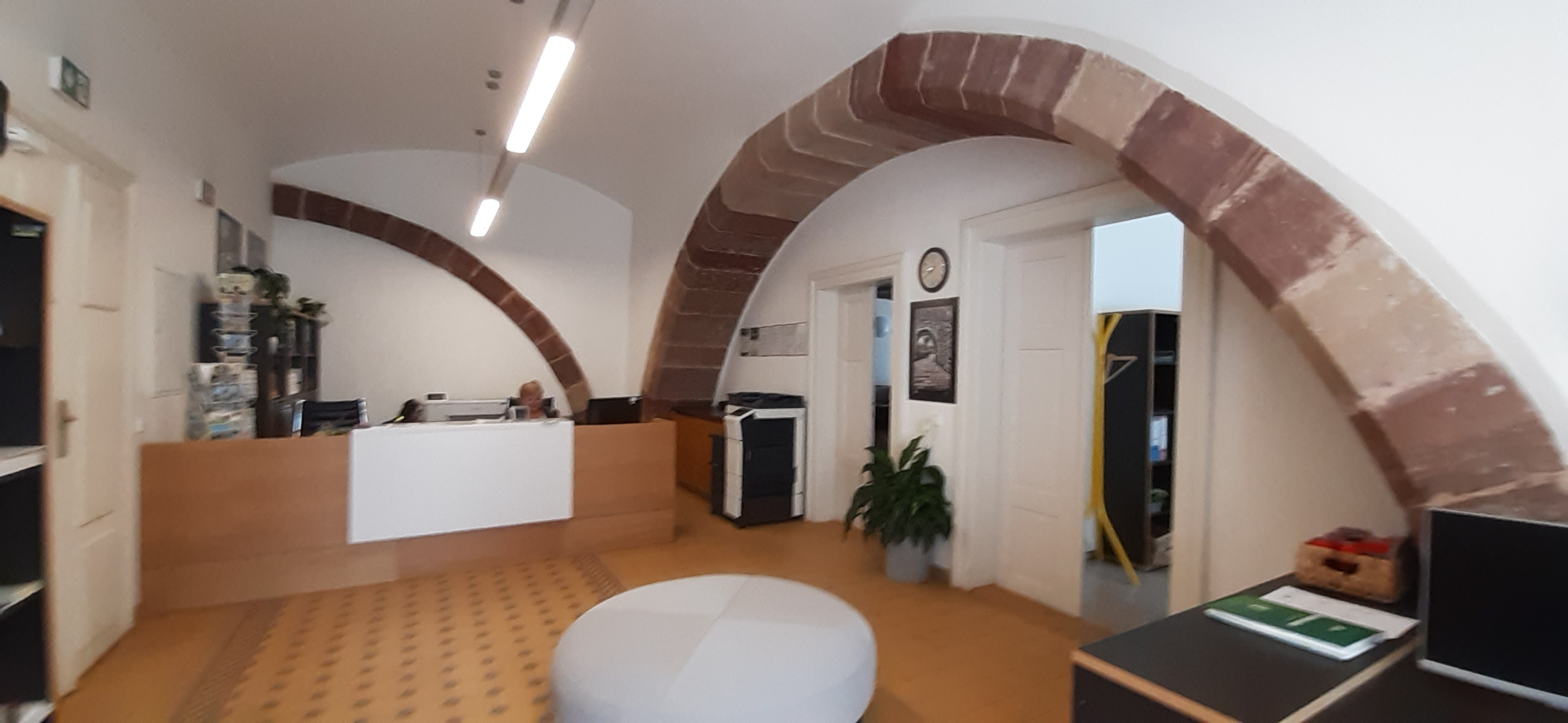
Bývalá šatlava, dnes informační centrum

Stará radnice v Českém Brodě čp. 1 je památkově chráněna od roku 1996.  V jádru je to gotická stavba přestavěná v dalších obdobích.

## Popis památky
Areál radnice se nachází ve střední části Náměstí Arnošta z Pardubic  východně od kostela sv. Gotharda, ke kterému je obrácena zadním průčelím. Jádro budovy tvoří obdélná jednopatrová stavba s hlavním průčelím k jihozápadu. Na severovýchodě k radnici přiléhá dům čp. 6 (není předmětem ochrany) a na východní straně areál uzavírá ohradní zeď s výklenkovou kaplí, v níž je umístěna socha sv. Jana Nepomuckého. Předmětem ochrany je radnice, výklenková kaple se sochou sv. Jana Nepomuckého, ohradní zeď a náležející pozemky.

## Historie budovy
Nejstarší část budovy bývalé radnice je z let 1379–1396 a je to jedna z nejstarších radničních budov na území České republiky (nejstarší zmínka je z roku 1402). Založena byla pravděpodobně za pražského arcibiskupa Jana z Jenštejna. V budově zasedal nejvyšší orgán městské samosprávy.
V roce 1547 byla budova přestavena v renesančním slohu.

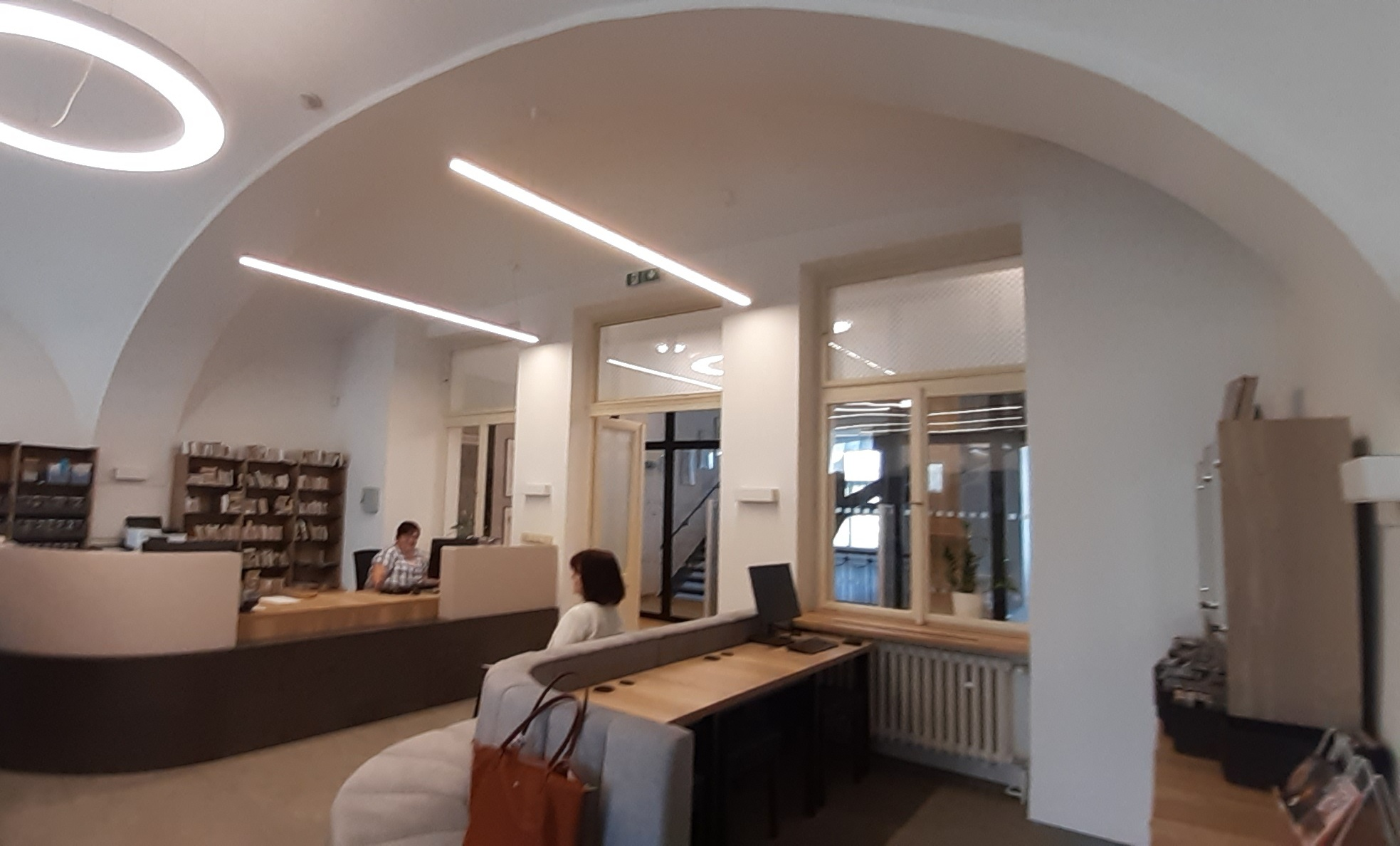
Český Brod (bývalá radnice), v 1. poschodí sídlo Městské knihovny

Za třicetileté války bylo město  zcela zničeno Švédy v roce 1639 a až do roku 1648 zůstalo zcela pusté. Poté byla radnice obnovena, neví se, zda v původním stylu nebo již barokně, protože další požár města v roce 1739 radnici znovu úplně zničil. V letech 1741–1743 byla přestavěna vrcholně barokně.
V budově radnice byla v letech 1800–1837 umístěna také lékárna U Jitřenky. Od roku 1850 v budově sídlil c. k. okresní soud a od roku 1868 i okresní hejtmanství.
Od roku 1960 slouží budova kulturním účelům: v patře je umístěna Městská knihovna, v přízemí informační centrum, galerie Šatlava (zřizovatel Centrum vzdělávání, informací a kultury) a kavárna CuKRátkov. Veřejnosti je přístupna i část historického podzemí.

## Architektura budovy

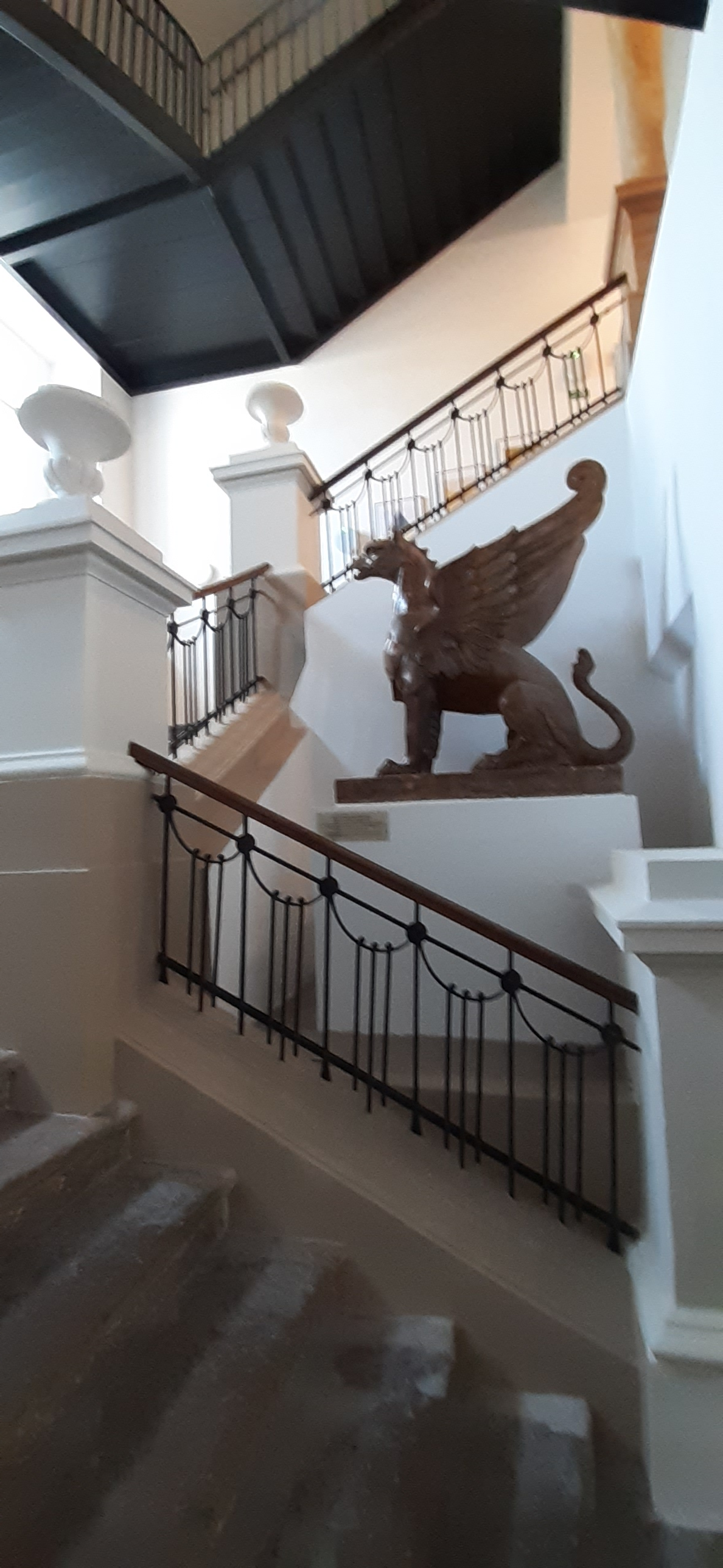
Schodiště se sochou Gryfa od Jana Kouly

Radnice je jednopatrová budova s devítiosým průčelím. Vstupním portálem uprostřed se vchází do střední chodby se, která byla přepažena. Na jejím konci je masivní třídílné schodiště do patra, na piedestalu je umístěna socha mytologického Gryfa od architekta a sochaře Jana Kouly z roku 1884 přemístěná sem ze střechy sokolovny. Dvě místnosti v průčelí jsou klenuty valenými klenbami s výsečemi. Ve střední pravé části je zachována původní šatlava se čtyřmi celami, v níž je umístěno informační centrum a galerie Šatlava.
Patrové prostory jsou z větší části plochostropé, v části jsou plackovité klenby.

## Výklenková kaple se sochou sv. Jana Nepomuckého

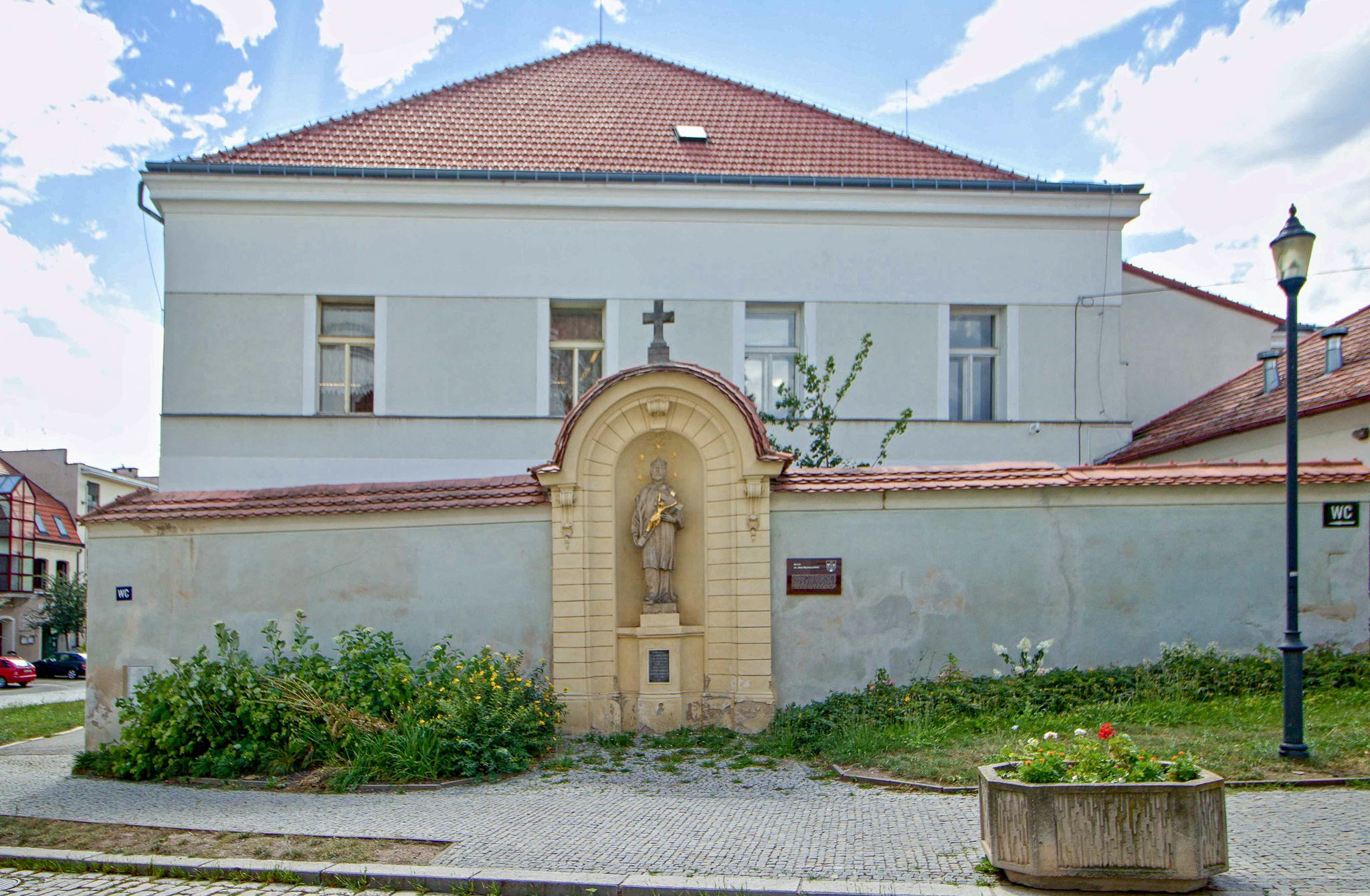
Výklenková kaple se sochou sv. Jana Nepomuckého

Výklenková kaple se sochou sv. Jana Nepomuckého je památkově chráněna od roku 2014 a byla vsazena do barokní ohradní zdi staré radnice v roce 1900. Socha sv. Jana Nepomuckého údajně nahradila někdejší barokní sochu, která stála až do konce 19. století před radnicí.
Převýšená výklenková kaple předstupují z roviny zdi je zakončena obloukem a je umístěna ve střední části ohradní zdi proti průčelí kostela. Lícová strana je zdobena rustikou. Nahoře je završena obloukovou římsou nesenou po stranách volutovými konzolemi. Stříška kaple je pokryta bobrovkami a na vrcholu s kamenným křížem. Střední část kaple vyplňuje nika, v níž je na podstavci umístěna socha sv. Jana Nepomuckého. 150 cm vysoká pískovcová socha zobrazuje stojícího světce v nařaseném splývavém rouchu, na hrudi drží kříž s ukřižovaným Kristem a v pravé ruce má palmovou ratolest. Kolem hlavy světce je zlacená svatozář s pěticí hvězd. Na soklu pod sochou je deska s nápisem „Věnovala Matylda Weidenhofferová vdova po lékárníku v Českém Brodě. Vysvětil důstojný pán P. Alois Kašpárek děkan českobrodský L. P. 1900 15/5“. Socha je kvalitní prací z konce 19. století.

## Ohradní zeď
Ohradní zeď byla postavena při přestavbě radnice v 18. století.